# Кільце Горенштейна
У комутативній алгебрі кільцем Горенштейна називається комутативне нетерове локальне кільце, що має скінченну ін'єктивну розмірність. 
Більш загально нетерове кільце або схема називається кільцем (схемою) Горенштейна, якщо всі локалізації цього кільця за простими ідеалами (відповідно всі локальні кільця схеми) є локальними кільцями Горенштейна.

## Еквівалентні означення
Нетерове локальне кільце R з максимальним ідеалом {\displaystyle {\mathfrak {m}}} і полем лишків k розмірності n є кільцем Горенштейна тоді і тільки тоді, коли виконується одна з наступних еквівалентних умов ({\displaystyle \operatorname {Ext} }позначає функтор Ext):
- {\displaystyle \operatorname {Ext} _{R}^{i}(k,R)=0} для всіх i < n і {\displaystyle \operatorname {Ext} _{R}^{n}(k,R)\cong k;}
- Для будь-якої максимальної регулярної послідовності {\displaystyle x_{1},\ldots ,x_{n}} ідеал {\displaystyle (x_{1},\ldots ,x_{n})} є незвідним, тобто не є перетином двох строго більших ідеалів.
- Функтор {\displaystyle M\to \operatorname {Ext} _{R}^{i}(M,R)} на категорії R-модулів скінченної довжини, ізоморфний функтору {\displaystyle M\to \operatorname {Hom} _{R}(M,R)} де I — ін'єктивна оболонка поля k.
- Кільце R є кільцем Коена — Маколея і локальна когомологія {\displaystyle H_{\mathfrak {m}}^{n}} збігається з ін'єктивною оболонкою поля k.
- Для будь-якого скінченнопородженого R-модуля М  існує канонічний ізоморфізм (локальна двоїстість):

{\displaystyle H_{\mathfrak {m}}^{i}(M)\cong \operatorname {Hom} \left(\operatorname {Ext} ^{n-i}(M,R),H_{\mathfrak {m}}^{n}(M)\right).}

## Приклади
- Прикладами кілець Горенштейна є регулярні локальні кільця, а також їх факторкільця за ідеалами, породженими регулярними послідовностями елементів (повні перетини).
- Кільце R =  k[x,y,z]/(x2, y2, xz, yz, z2−xy) є 0-вимірним кільцем Горенштейна, що не є кільцем повних перетинів. Базисом R як k-векторного простору є множина {\displaystyle \{1,x,y,z,z^{2}\}.} R є кільцем Горенштейна оскільки його цоколь має розмірність 1 як k-векторний простір, з базисним елементом z2. Натомість R не є кільцем повних перетинів оскільки у нього є 3 породжуючі елементи і мінімальна множина із 5 зв'язків.

- Кільце R = k[x,y]/(x2, y2, xy) є 0-вимірним кільцем Коена — Маколея але не є кільцем Горенштейна. Базисом R як k-векторного простору є {\displaystyle \{1,x,y\}.} R не є кільцем Горенштейна оскільки його цоколь має розмірність 2 як k-векторний простір, із базисом x і y.

## Властивості
- Локалізація кілець Горенштейна є кільцями Горенштейна.
- Нетерове локальне кільце є кільцем Горенштейна тоді і тільки тоді, коли його поповнення є кільцем Горенштейна.
- Нетерове локальне кільце R розмірності 0 є кільцем Горенштейна якщо і тільки якщо HomR(k, R) має розмірність 1 як k-векторний простір, де k є полем лишків кільця R. Еквівалентно, R має простий цоколь, як R-модуль.
- Нехай R — одновимірна область цілісності,  {\displaystyle {\bar {R}}} — ціле замикання R в полі часток, F — кондуктор R в {\displaystyle {\bar {R}}}. Нехай {\displaystyle C=\dim _{k}{\bar {R}}/F} і {\displaystyle \delta =\dim _{k}{\bar {R}}/F.} Тоді кільце R є кільцем Горенштейна тоді і тільки тоді, коли {\displaystyle C=2\delta .}